# ردموندویل (میزوری)
ردموندویل (به انگلیسی: Redmondville) یک منطقهٔ مسکونی در ایالات متحده آمریکا است که در میزوری واقع شده‌است. ردموندویل ۲۷۴٫۰۲ متر بالاتر از سطح دریا واقع شده‌است.